# میرزا صادق بروجردی
میرزا صادق بروجردی (۱۲۳۷—۱۳۲۲ خورشیدی) مشروطه‌خواه و شاعر بود.

## زندگینامه
سال ۱۲۳۷ در شهر بروجرد  به دنیا آمد. نام پدرش «میرزا عبدالاحد» بود. در ۲۷ سالگی به تهران آمد و به تحصیل پرداخت و علوم قدیم را به کلی فراگرفت و در علوم ادبی، فقه و اصول، فلسفه و حکمت مهارت پیدا کرد. سپس به جهانگردی پرداخت و در شهر استامبول به تجارت پرداخت و با سیدجمال‌الدین اسدآبادی آشنا شد. از پانزده‌سالگی به سرودن شعر پرداخت و تا آخر عمر در حدود هفتادهزار بیت سرود و در مورد مسایل اخلاقی، اجتماعی، وطن‌پرستی، ملی و ترویج فرهنگ سرود. در کنار نویسندگی برای جراید پایتخت، مدیریت و سردبیری چند جریده از جمله هفته‌نامهٔ «فلق» را در هشتم دی ماه سال ۱۳۰۱ در تهران با موضوع اجتماعی و «دستور اخوت» را برعهده داشت، در دوران سلطنت رضاشاه مانند بسیاری از اهل قلم روزنامه‌نگاری را کنار گذاشت. او یکی از آزادی‌خواهان صدر مشروطیت بود و از جمله شاگردان و مریدان سیدجمال‌الدین اسدآبادی بود. او با بانو ایران مهران دختر میرزا غلامحسین خان مهران ازدواج کرد، که نویسنده و شاعر آزادی‌خواهی بود که چهل‌هزار بیت در انواع قصیده، غزل و رباعی سروده بود.
میرزا صادق بروجردی در اواخر عمر خود حدود ۲۵ سال ساکن کرمانشاه بود و در سال ۱۳۲۲ در همان شهر بدرود حیات گفت.

## فرزندان او
- محمد مهران متولد ۱۲۷۷ شمسی، از قضات دادگستری بود. مشاغل او عبارتند از: استانداری آذربایجان، سیستان و بلوچستان، شهردار تهران در دو نوبت و نایب‌التولیه آستان قدس رضوی و حضرت معصومه. وی در سال ۱۲۵۳ در تهران درگذشت.[۳]
- دکتر محمود مهران ابتدا در تجارت قالی بود، سپس به وزرات دادگستری رسید و دکترای علوم اجتماعی و اقتصادی را از کشور سوییس گرفت. وی مدتی مدیر کل وزارت فرهنگ در دورهٔ نخست وزیری دکتر اقبال بود و به استادی دانشگاه ملی درآمد و به سرپرستی دانشکدهٔ معماری رسید.[۳]
- احمد مهران در سال ۱۲۸۶ شمسی متولد شد. او لیسانس زبان و ادبیات فارسی را دریافت کرد و به استخدام وزارت معارف درآمد. او با دختر مسعود میرزا ظل‌السلطان ازدواج کرد. او در نوزدهمین مجلس شورای ملی از شهر بروجرد انتخاب شد. او پس انقلاب درگذشت.[۳]
- فاطمه مهران[۳]

## کتاب‌های او
- دیوان شعر صادق بروجردی
- علم عروض
- سفرنامه اروپا[۱]

## چند شعر از او
این شعر را برای سنگ مزار خود سروده‌است:
| «صادق» وطن عزیز خود دارد دوست |  | شد جوهر حب‌الوطنش در رگ و پوست |
| مشهور به صادق بروجردی اوست    |  | قبرش چو بهشت جاودانی نیکوست   |

از اوست:
| طلب دوستی از دشمن بدکیش مکن        |  | آن که بیگانه بود در بر خود خویش مکن |
| یار جویی مرو اندر عقب مار سیاه     |  | نوش خواهی تن خود در خطر نیش مکن     |
| ذکر آن باش که مغلوب نگردی از خصم   |  | رحم و انصاف توقع ز بداندیش مکن      |
| کار چون سست شود بر سر او سخت بایست |  | چون شدی سخت ز هر حادثه تشويش مکن    |
| تیغ اندر کف هر دشمن خونخواره مده   |  | گرگ را همچو شبان در عقب میش مکن     |
| مرهمی نه به دل ریش به هنگام علاج   |  | تا توانی به جهان هیچ دلی ریش مکن    |
| چارهٔ کار ز بیچاره نما از ره مهر    |  | خواهش خلق خدا روز کم و بیش مکن      |
| مهربان باش به مخلوق خدا خاصه فقیر  |  | نظر از روی غضب بر رخ درویش مکن      |
| چون که اولاد بشر قابل هر تربیت است |  | بد اگر خوب شد از سابقه تفتیش مکن    |
| هر زمانی به جهان مقتضی یک کاری ست  |  | فکر امروز ز آینده و از پیش مکن      |
| اگر آسودگی خود طلبی چون صادق       |  | طلب دوستی از دشمن بدکیش مکن         |